# 共同汽船
共同汽船株式会社（きょうどうきせん）は、かつて存在した海運会社で、兵庫県神戸市に本社を置いていた。明石海峡大橋開通時の1998年（平成10年）4月5日に廃止となった。
本項には、同社の前身である阿波国共同汽船株式会社（あわのくにきょうどうきせん）の歴史についても概説する。

## 沿革
共同汽船株式会社は、1887年（明治20年）9月に徳島の藍商人等が共同出資して設立した海運会社阿波国共同汽船株式会社をその前身とし、1968年（昭和43年）に「共同汽船株式会社」に改称されたものである。「阿波国共同汽船」を設立した当時、大阪 - 徳島間の海運は大阪商船の独占状態にあったため運賃が高騰していた。当時の徳島の特産品であった藍を大阪に海輸して富を築いていた徳島の藍商人等はこれを嫌い、より適正な運賃で大阪へ運搬する手段として自前で海運業を起こして設立されたのが「阿波国共同汽船」であった。「阿波国共同汽船」が初めて投入した船舶は太陽丸（87トン）で、徳島 - 大阪航路に就航した。
「阿波国共同汽船」の当初の設立目的は「藍の適正価格での輸送」にあったが、それが一応の収束をみた後は「阿波国共同鉄道」を起業して徳島県内を吉野川沿いに横切る徳島線の徳島駅と小松島間に鉄道を敷設（現在の牟岐線徳島駅 - 中田駅間および、特定地方交通線として廃止された小松島線）、徳島の鉄道沿線と大阪・和歌山間を小松島港経由で結ぶ輸送経路の確立に大きく寄与した。なお、共同出資会社の「阿波国共同鉄道」は当時の鉄道行政機関であった鉄道院から敷設仮免許を受けた後、「阿波国共同汽船」に買収されている。「阿波国共同汽船」は、この徳島 - 小松島間鉄道完成前の徳島 - 小松島航路に第15共同丸（25トン）を就航させ、さらに徳島 - 小松島間の鉄道線開設後には第28共同丸（1,000トン）を就航させ、大阪 - 小松島 - 徳島ルートの輸送力を確保した。
なお、徳島 - 小松島間の鉄道路線は、1913年（大正2年）4月20日の開業と同時に鉄道院に借上げられ、鉄道院が運営した。その後、1917年（大正6年）9月1日付けで、鉄道路線は正式に国有化されることとなった。
その後、「阿波国共同汽船」は日本全国に航路を広げ、最盛期には北支航路および西鮮航路にも航路を有する一方、1923年（大正12年）の徳島繁栄組による阿摂航路開設や徳島急行商船による食事サービス競争などで競争は激化した。しかし戦時中には経済活動の統制を受け、他の海運業者と共同出資して関西汽船を設立して航路移管したり、ライバル会社であった「徳島繁栄組」と合併するなどして航路自体が統合整理されることとなった。
太平洋戦争終結後、「阿波国共同汽船」は戦時中に関西汽船へと運航移管していた阿摂航路の返還を要求して受諾される。その結果、大阪 - 小松島航路は当社あきつ丸（1,038トン）と関西汽船の太平丸（966トン）、おとわ丸（910トン）、山水丸（822トン）との共同運航、そして同航路大阪 - 徳島航路は当社あき丸（386トン）と関西汽船の金城丸との共同運航となる。
戦後の高度経済成長期には鉄道の電化に伴う高速化や、南海電気鉄道とその系列海運会社による和歌山港経由での本四連絡ルートといった強力なライバルの出現、自動車の一般普及による小口輸送のシェアシフトにより貨客船は次第に利用が低迷、1965年に共正汽船と共同で深日港 - 徳島港間に新規フェリー航路（徳島フェリー）を開設、1968年に社名を「阿波国共同汽船」から「共同汽船」に改称する。続いて1971年に大阪 - 徳島航路を関西汽船・共正汽船と共同運航の徳島阪神フェリー、1974年には大阪 - 小松島航路を小松島フェリーとして、各航路に新造カーフェリーを投入、貨客船輸送からフェリー輸送へとシフトした。
1975年には神戸 - 洲本航路を関西汽船から買収、引き継いだ在来客船は1977年に廃止する一方、高速艇を増備・増発し、大阪航路を開設、1985年大鳴門橋開通後は津名港で鳴門・徳島方面とのバス連絡を強化するなど全盛期を迎えた。
しかしながら、大鳴門橋開通では徳島フェリーが減船・減便となり、1993年に小松島フェリー、徳島フェリーは相次いで休廃止された。1998年4月には明石海峡大橋の開通により会社存続が困難になると予想されたことから、徳島阪神フェリーと阪神淡路航路の高速艇を最後に撤退、会社も解散となった。

## ダイヤ編成
- 淡路航路では終夜運航は実施せず、0時をまたいで運航する便もなかった。
- 大鳴門橋開通後は津名港で一部の便を除いて淡路・徳島線（淡路交通・徳島バス）の急行バス・特急バスと接続するダイヤを組んでいた。
- 洲本港発着津名港経由の便は現在の高速バス（淡路交通・神戸山陽バス「学園都市 - 洲本線」、淡路交通・神姫バス「三ノ宮 - 洲本線」、淡路交通・阪急バス「大阪 - 洲本線」、西日本ジェイアールバス・本四海峡バス「かけはし号」）に引き継がれた。1999年（平成11年）4月より洲本バスセンター発着津名港経由の便に変更し、2007年（平成19年）3月16日よりかけはし号の一部便は、津名港経由ではなく洲本IC経由に変更した。

## 航路
1990年代まで運航された航路は下記の通りである。フェリー各航路の運航時期には旅客船時代を含まない。

### 阪神 - 淡路島航路
- 大阪 - 関西空港 - 津名 - 洲本
- 神戸 - 津名 - 洲本

1975年4月に関西汽船から継承した淡路島航路。当初は神戸 - 洲本の一航路だった。

#### 寄港地（廃止時）
▲…上り乗船のみ・下り降船のみ
▼…下り乗船のみ（▽は一部便のみ乗船可能）・上り降船のみ（▽は一部便のみ降船可能）
∥…他線経由
| 所在地                                 | 寄港地名     | 神戸航路 | 大阪航路 |
| -------------------------------------- | ------------ | -------- | -------- |
| 大阪府大阪市                           | 大阪港天保山 |          | ▼        |
| 大阪府泉佐野市                         | 関西国際空港 |          | ▽        |
| 兵庫県神戸市                           | 神戸港中突堤 | ▼        | ∥        |
| 兵庫県津名郡津名町 （現:兵庫県淡路市） | 津名港       | ▲        | ▲        |
| 兵庫県洲本市                           | 洲本港       | ▲        | ▲        |

### 徳島阪神フェリー
- 神戸(青木) - 徳島 (1971年8月1日～1995年1月17日)
- 大阪(南港) - 徳島 (1971年8月1日～1998年4月6日)[1]

関西汽船・共正汽船と共同運航。
阪神・淡路大震災までは神戸5往復・大阪3往復だったが、震災後は全便大阪発着となった。
- 大阪 - 神戸 - 徳島

前身にあたる貨客船航路。1961年12月以降は共同汽船の単独運航。
1961年12月時点で昼・夜各1往復、うち夜行便のみ神戸寄港。直航便の所要時間5時間。
1967年9月時点では一日1往復(神戸寄港)、徳島発が夜行、神戸 - 徳島の所要時間5時間。
大阪の発着場所は天保山であったが、1965年に弁天埠頭の完成に伴い移動した。
神戸の発着場所は中突堤である。

### 小松島フェリー
- 大阪(南港) - 小松島 (1974年9月29日～1993年4月6日)[1]

フェリー化後は単独運航となった。一日3往復→2往復運航。
- 大阪 - 神戸 - 小松島

前身にあたる客船航路。
1960年代を通じて関西汽船と共同運航、一日3往復を運航。発着場所は徳島航路と同様。

### 徳島フェリー
- 深日 - 徳島 (1965年8月20日～1993年5月31日)[1]

共同汽船最初のカーフェリー航路。共正汽船と共同運航。

## 船舶
航路廃止時は、双胴型高速船7隻とカーフェリー1隻を運航していた。

### 廃止時の船舶
- アクアジェット1[5] 1989年3月竣工。
- アクアジェット2[5] 1989年6月竣工。

(1, 2共通の諸元)
三井造船玉野工場建造。神戸航路に就航。155総トン、全長34.20m、型幅8.00m、型深さ3.20m、ディーゼル2基、機関出力3,940ps、航海速力30ノット、旅客定員196名。
- アクアジェット3[5] 1990年11月竣工、162総トン。
- アクアジェット4[5] 1991年1月竣工、161総トン。

(3, 4共通の諸元)
三井造船玉野工場建造。船舶整備公団との共有船。神戸航路に就航。全長34.20m、型幅8.00m、型深さ3.20m、タービン2基、機関出力3,940ps、航海速力31.4ノット、旅客定員190名。
- アクアジェットスーパー1[6] 1993年2月竣工。
- アクアジェットスーパー2[6] 1993年5月竣工。
- アクアジェットスーパー3[6] 1994年7月竣工。

(1 - 3共通の諸元)
三保造船所建造。船舶整備公団との共有船。大阪航路に就航。183総トン、全長34.90m、型幅9.30m、型深さ3.00m、ディーゼル2基、機関出力5,385ps、航海速力38.0ノット、旅客定員235名。
- あきつ丸 (2代)[7]

1974年竣工、福岡造船建造。小松島フェリーに就航、1983年「びざん丸」就航に伴い徳島阪神フェリーに転配。
3,830.70総トン、全長122.00m、幅19.60m、深さ11.30m、ディーゼル2基、機関出力12,000ps、航海速力21.0ノット、旅客定員850名、大型トラック57台、乗用車41台。

### 過去の船舶

#### 客船
- うらら丸 (初代・客船)[8]

1934年10月24日進水、三菱重工業神戸造船所建造。
407.64総トン、全長46.00m、型幅7.81m、吃水2.23m、ディーゼル1基、機関出力520ps、航海速力13.00ノット、旅客定員330名。
1942年5月4日、関西汽船に現物出資、1944年1月、海軍公用中に南洋で沈没。
- あきつ丸 (初代・客船)

1936年11月竣工、三菱重工業神戸造船所建造。
大阪 - 神戸 - 小松島航路に就航。あきつ丸（2代）の就航により1974年9月27日引退、約1,300万円で解体業者へ売却され、解体された。40年近くにわたって活躍し、引退までに約600万人を輸送した。
989総トン、全長60.0m、幅10.0m、深さ4.9m、ディーゼル1基1軸、旅客定員708名。
- 太西丸 (貨客船)[11]

1932年竣工、三菱重工業下関造船所建造。
228総トン、ディーゼル1基、機関出力500ps、最高速力13ノット、旅客定員81名。
もとは朝鮮汽船の朝鮮近海航路船で、戦後西日本汽船所属となり、阿波国共同汽船が用船、1951年に買船。
「あき丸」就航に伴い1955年に売船された。
- 金城丸 (貨客船)[11]

1935年竣工、三菱重工業下関造船所建造。
330総トン、ディーゼル1基、機関出力450ps、最高速力13ノット、旅客定員143名。
「太西丸」と同様の経歴で、1953年に買船。「うらら丸(2代)」就航に伴い引退、1963年に売船。
- あき丸 (貨客船)[12]

1955年9月竣工、三菱造船広島造船所建造。
360総トン、全長42.0m、幅7.8m、深さ3.6m、ディーゼル1基、機関出力550ps、航海速力11ノット。
大阪 - 神戸 - 徳島航路に就航。航路最後の在来貨客船となり、1969年引退、パナマに売船。
- うらら丸 (2代・貨客船)[3]

1961年12月竣工、佐野安船渠建造。
450総トン、全長47.00m、幅8.40m、深さ3.50m、ディーゼル1基、機関出力1,000ps、最大速力14.5ノット、旅客定員300名。
大阪 - 神戸 - 徳島航路に就航。1967年、フェリー化を待たず、九州郵船に売船。
- すもと丸 (客船)[8]

1965年3月竣工、佐野安船渠建造。関西汽船からの引継ぎ船。1977年9月全便高速艇化により引退。
518.29総トン、全長54.47m、幅8.6m、吃水2.36m、航海速力15ノット、旅客定員567名。

#### 高速船

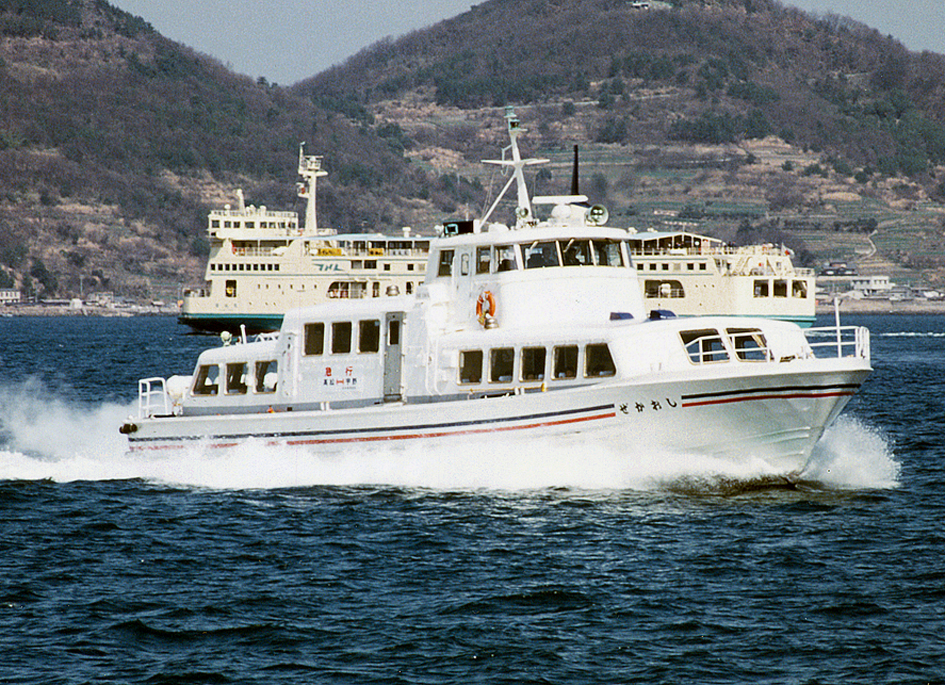
宇高連絡船に用船された「しおかぜ」

- いそかぜ[8]

1973年竣工、1975年4月就航(買船)、墨田川造船建造。関西汽船からの引継ぎ船。
130.20総トン、全長26.00m、型幅5.80m、喫水0.96m、ディーゼル2基、機関出力2,200ps、航海速力26.27ノット、旅客定員132名。
- はまかぜ[13]

1976年4月竣工、125.35総トン。
(以下「うらかぜ」まで共通の諸元)
三保造船所建造、全長25.95m、型幅5.80m、型深さ2.60m、ディーゼル2基、機関出力2,200ps、航海速力25ノット、旅客定員136名。
- しおかぜ[13]

1977年7月竣工、125.83総トン、船舶整備公団との共有船。
後に国鉄（JR四国へ継承）に用船され、1986年7月8日から1990年3月31日まで宇高連絡船で就航した。
- あさかぜ[13]

1977年9月竣工、125.67総トン、船舶整備公団との共有船。
- おいかぜ[7]

1978年11月竣工、129.59総トン、船舶整備公団との共有船。
- さちかぜ[7]

1979年2月竣工、130.49総トン、船舶整備公団との共有船。
- うらかぜ[7]

1979年12月竣工、129.21総トン。
- 緑風

1985年竣工、三保造船所建造、船舶整備公団共有。
87総トン、全長28.1m、幅5.9m、深さ2.8m、喫水1.0m、ディーゼル2基、機関出力3,000ps、最高速力35ノット、航海速力30ノット、旅客定員150名。
1989年2月2日夜、洲本港発神戸港行きとして運航中のところ寄港地の津名港への入港の際、同港北側にある防波堤に高速度で衝突して消波ブロックに乗り上げる事故が発生した。乗員3人・乗客15人の死傷者を出し、うち2人が死亡した。犠牲となった1人は、大分県立別府青山高等学校（2015年に大分県立別府翔青高等学校に統合）の3年生の女子生徒で、兵庫県内の看護専門学校への受験の帰りに事故に遭遇した。若くして亡くなった故人を偲んで、同高等学校敷地内にブロンズ像（乙女の像）が1991年に建立されている。
- 光風[18]

1985年竣工、三保造船所建造、船舶整備公団共有。緑風の同型船。
87総トン、登録長27.2m、型幅5.9m、型深さ2.7m、ディーゼル2基、機関出力3,000ps、航海速力30ノット、旅客定員150名、
- 海風[18]
- 順風[18]
- 清風[18]

(上記3船共通の諸元)
1986年竣工、三保造船所建造、船舶整備公団共有。
92総トン、登録長27.2m、型幅6.0m、型深さ2.7m、ディーゼル2基、機関出力3,000ps、航海速力30ノット、旅客定員150名。

#### カーフェリー
- あわ丸 (徳島フェリー)

1965年竣工、波止浜造船建造、1,051.22総トン、全長68.07m、幅14.8m、深さ4.4m、主機ディーゼル2基、機関出力3,000ps、旅客定員595名、トラック26台。
- とくしま丸 (徳島フェリー)

1969年竣工、三菱重工業下関造船所建造、1,257.1総トン、全長69.51m、幅14.8m、深さ4.5m、主機ディーゼル2基、機関出力3,720ps、旅客定員618名、乗用車9台トラック22台、共正汽船と共同運航。
- うらら丸 (3代・徳島阪神フェリー及び小松島フェリー)

1971年竣工、福岡造船建造、2,924総トン、全長101.6m、幅19.2m、深さ6.2m、主機ディーゼル4基2軸、機関出力8,000ps、旅客定員650名、乗用車30台トラック50台。
徳島阪神フェリーに就航、あきつ丸の転配で予備船となるが、1988年、びざん丸の売船に伴い小松島フェリーに転配。
- びざん丸[7] (小松島フェリー)

1983年竣工、高知重工建造、4,097.00総トン、全長123.07m、幅20.00m、深さ11.40m、主機ディーゼル2基、機関出力7,600ps、航海速力16.0ノット、旅客定員700名、大型トラック83台、小型トラック10台、乗用車26台。